# Nematoda
Il phylum Nematoda (dal greco: νῆμα nḕma cioè "filo", ed -εἰδής, -eidḕs cioè "forma"), comunemente noti come Nematodi, è costituito da circa 20 000 specie ad oggi descritte di animali triblastici, protostomi, pseudocelomati, vermiformi a simmetria bilaterale. I Nematodi sono anche chiamati vermi cilindrici perché presentano un corpo cilindrico a sezione trasversale circolare, differendo così dai Platelminti, o vermi piatti, che mostrano uno schiacciamento dorso-ventrale. I Nematodi, al contrario dei Platelminti, presentano un vero e proprio tubo digerente dotato di bocca e ano.

## Ecologia
Il phylum comprende sia specie conducenti vita libera sia parassiti.
Le specie libere sono numerose nei terreni umidi, nei sedimenti dei fondali acquatici e nelle sorgenti termali. I nematodi sono rappresentati in ciascun livello trofico della rete alimentare degli organismi eterotrofi. Alcune specie libere sono erbivore, altre fungivore o batterivore. Altre specie sono invece carnivore e si nutrono di microrganismi, piccoli invertebrati e di altri nematodi, compresi individui della stessa specie (cannibalismo).
I nematodi parassiti infestano un gran numero di animali e di piante. Alcuni nematodi vivono sulla superficie di organismi acquatici e molti riescono a infestare i vertebrati terrestri, compreso l'uomo, insinuandosi nel sistema gastroenterico, in quello circolatorio o incistandosi nel sistema muscolare. Altri parassiti sono dotati di un apparato boccale provvisto di stiletti atto alla perforazione delle pareti cellulari delle radici delle piante, in modo da potersi alimentare dei succhi vegetali; sulle piante possono provocare deperimenti, ingiallimenti e appassimenti delle foglie o formazione di galle sulle radici. La loro attività è causa della perdita di numerosi raccolti; in particolare, le colture agrarie possono subire attacchi da nematodi Tilenchidi, Heteroderidi, Pratilenchidi, Afelenchoididi e Longidoridi.

## Anatomia e fisiologia
Essendo organismi pseudocelomati, i nematodi presentano una cavità posta fra il canale alimentare e la parete del corpo.
La parete è formata (partendo dall'esterno) da:
- una cuticola pluristratificata
- uno strato epidermico intermedio
- uno strato muscolare longitudinale.

La cuticola è costituita in prevalenza da collagene (dieci strati), una proteina fibrosa che protegge l'animale dagli urti. Lo strato epidermico sottostante si estende lungo lo pseudoceloma con quattro rigonfiamenti epidermici: due laterali, uno dorsale e uno ventrale. Questi cordoni sono attraversati da canali escretori e nervi longitudinali. Lo strato muscolare longitudinale si estende poi tra i cordoni sotto l'epidermide ed è a contatto con il liquido pseudocelomatico, che funge da idroscheletro e riempie la cavità. Ogni fibra muscolare forma una sinapsi diretta con i cordoni nervosi dorsale e ventrale che attraversano i rigonfiamenti epidermici. Questa è una condizione atipica nel regno animale, poiché in genere la fibra muscolare si lega a quella nervosa tramite una giunzione neuro-muscolare. L'assenza di strati muscolari circolari non permette ai nematodi movimenti complessi, difatti essi possono solo flettere o ondulare il proprio corpo utilizzando le particelle di sedimento come leve per effettuare gli spostamenti.
I nematodi sono organismi proctodeati. In genere, la bocca, posta all'estremità anteriore e delimitata da labbra, è trilobata e ogni lobo reca mascelle cuticolari. La bocca è collegata all'intestino tramite un esofago che serve a pompare l'alimento direttamente nella cavità intestinale, che, quando non contiene il cibo, rimane schiacciata dalla pressione che la parete del corpo esercita sul liquido pseudocelomatico. La digestione avviene inizialmente nel lume intestinale, per poi terminare all'interno delle cellule che tappezzano l'intestino. Nelle femmine gli scarti della digestione vengono poi espulsi per contrazione dei muscoli del retto attraverso l'ano posto nella zona vicina l'estremità posteriore, mentre i maschi hanno una cloaca in cui hanno termine anche i dotti deferenti.
La circolazione delle sostanze nutritive e gli scambi gassosi necessari per l'attività metabolica delle cellule avvengono grazie al liquido pseudocelomatico che bagna le varie cellule del corpo e il suo compito è facilitato dai movimenti dell'organismo. La cuticola della parete del corpo è inoltre provvista di pori per mezzo dei quali avvengono gli scambi gassosi tra l'animale e l'ambiente esterno.
I prodotti di rifiuto dell'attività metabolica vengono eliminati tramite un sistema escretore a forma di "H": esso è formato da due canali escretori che attraversano i cordoni epidermici laterali e che si uniscono nella zona centrale e ventrale dove sboccano all'esterno attraverso un nefridioporo (o poro escretore).
Il sistema nervoso è formato da un gruppo di gangli connessi a un anello nervoso che circonda l'intestino e da cui si diramano cordoni nervosi sia anteriormente verso la bocca sia posteriormente verso la coda. I cordoni nervosi posteriori attraversano i rigonfiamenti epidermici e poi si riuniscono nei gangli vicini l'estremità.
I nematodi presentano organi sensoriali, quali setole e papille inserite nella cuticola, che hanno funzione meccano-recettrice, ossia percepiscono gli stimoli tattili. Altri organi di senso sono gli anfidi, posti nella regione boccale, e i fasmidi, posti nell'estremità posteriore, che hanno funzione chemio-sensoriale, cioè servono per la percezione di segnali chimici (odori) emanati dall'ambiente e da possibili prede e predatori. Inoltre, questi organi sono importanti per la percezione dei feromoni, i segnali chimici prodotti dalle femmine per attirare i maschi nel luogo dell'accoppiamento.
Presentano il fenomeno dell'eutelia, ovvero gli individui adulti sono formati da un numero costante di cellule variabile da specie a specie.

## Riproduzione e sviluppo

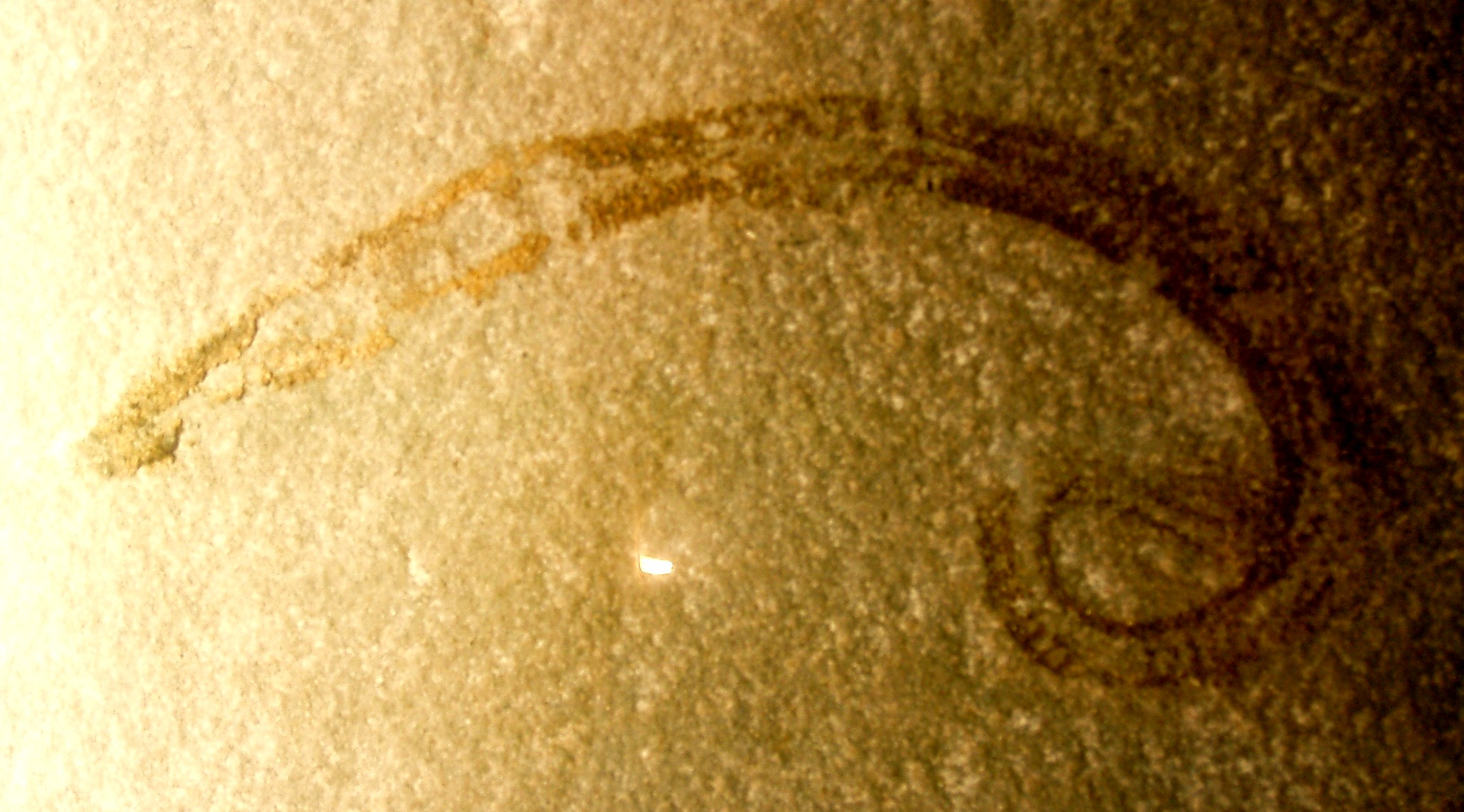
Fossile di Eophasma jurasicum proveniente dal giacimento di Osteno

La maggior parte delle specie è dioica e gli apparati riproduttori sono maschile e femminile e sono a "frusta", cioè formati da lunghi tubuli avvolti su se stessi.
I maschi possiedono un testicolo collegato tramite un condotto deferente alla cloaca. L'orifizio è posto nell'estremità posteriore che è dotata di spicole che hanno la funzione di mantenere divaricato il poro femminile durante l'accoppiamento.
L'apparato riproduttore femminile è costituito da uno o una coppia di ovari collegati a un utero per mezzo di ovidotti. L'utero è poi connesso a una vagina che sbocca all'esterno tramite il poro genitale femminile, posto nella regione centrale del ventre.
Con l'accoppiamento gli spermatozoi risalgono l'utero e fecondano le uova negli ovidotti. Le specie possono essere ovipare o ovovivipare e non si ha stadio larvale. Infatti, dallo zigote si producono direttamente degli stadi giovanili simili all'adulto, ma sessualmente immaturi. Gli stadi giovanili subiscono quattro mute cuticolari prima di diventare adulti. I cicli biologici dei nematodi parassiti sono più complessi e verranno descritti in dettaglio nella parte riguardante ciascun ordine.